# 乌占库尔斯克州
乌占库尔斯克州（烏克蘭語：Українська окупація Курської області）是乌克兰于2024年8月6日发动进攻后在俄罗斯库尔斯克州展开的军事占领。虽然乌克兰军队尚未攻占首府库尔斯克，但占领了包括苏贾市在内的超过82个定居点。截至2025年3月，俄军已经夺回其中的大部分定居点，並向蘇賈市推進。3月12日，俄军奪回苏贾市中心。4月28日，俄軍表示全面收復庫爾斯克州。

## 歷史
8月7日，一名呼号“亚历克斯”的乌克兰中尉称在两天内有300名俄罗斯士兵在“库尔斯克人民共和国”被俘，据报道“由一支身份不明的武装编队指挥”，并补充说他希望他们能被移交给他的部队。
8月15日，烏克蘭武裝部隊總司令亚历山大·瑟尔斯基任命爱德华·莫斯卡廖夫负责主管乌克兰库尔斯克州军事管制局，下辖乌克兰控制的82个定居点。烏克蘭表示對永久佔領俄羅斯領土「不感興趣」。乌克兰文化和信息政策部在苏贾市中心广场的列宁雕像被拆除后表示，在苏贾等地仍在继续去共产主义化的进程。2025年2月20日，俄军称已经收复蘇贾周边库尔斯克州的800平方公里土地。2025年3月8日，英國傳媒「每日電訊報」引述消息人士報道，在俄羅斯突破關鍵防線並破壞供應鏈後，1萬名烏克蘭士兵正面臨被包圍的風險，烏軍正考慮從俄羅斯庫爾斯克地區撤軍。3月12日起，俄军夺回苏贾市中心及周边定居点并向乌克兰苏梅州进军，乌占库尔斯克州亦已名存实亡。3月20日，俄軍迫退烏軍試圖反攻的勢力，並重掌周邊30平方公里土地及5個村莊。至2025年4月27日，烏克蘭只控制庫爾斯克州剩餘10多平方公里土地。

## 首長
| 任次 | 姓名              | 肖像 | 職銜           | 擔任日期      | 卸任日期      |
| ---- | ----------------- | ---- | -------------- | ------------- | ------------- |
| 1    | 愛德華·莫斯卡廖夫 |      | 軍事管制局局長 | 2024年8月15日 | 2025年4月28日 |